# Clelea
Clelea es un género de polillas de la familia Zygaenidae.

## Especies
- Clelea albicilia Inoue, 1976
- Clelea albomacula  Leech, 1898
- Clelea amboinensis  Jordan, 1908
- Clelea aurulenta  Poujade, 1886
- Clelea bella  Alberti, 1954
- Clelea chala  Moore, 1859
- Clelea cyanescens  Alberti, 1954
- Clelea cyanicornis  Poujade, 1886
- Clelea discriminis  Swinhoe, 1891
- Clelea esakii  Inoue, 1958
- Clelea exiguitata  Inoue, 1976
- Clelea explorata  Hering, 1925
- Clelea formosana  Strand, 1915
- Clelea fumosa  Jordan, 1908
- Clelea fusca  Leech, 1888
- Clelea guttigera  Jordan, 1908
- Clelea impellucida  Graeser, 1888
- Clelea melli  Hering, 1925
- Clelea metacyanea  Hampson, 1896
- Clelea microphaea  Hampson, 1919
- Clelea monotona  Alberti, 1954
- Clelea nigroviridis  Elwes, 1890
- Clelea parabella  Alberti, 1954
- Clelea plumbeola  Hampson, 1892
- Clelea pravata  Moore, 1858/59
- Clelea refulgens  Hampson, 1905
- Clelea sachalinensis  Matsumura, 1925
- Clelea sapphirina  Walker, 1854
- Clelea separata  Jordan, 1908
- Clelea simplex  Jordan, 1908
- Clelea simplicior  Strand, 1915
- Clelea sinica  Alphéraky, 1897
- Clelea stipata  Walker, 1854
- Clelea syfanicum  Oberthür, 1894
- Clelea syriaca  Hampson, 1919
- Clelea tokyonella  Matsumura, 1927
- Clelea variata  Swinhoe, 1892
- Clelea yunnana Alberti, 1954